# Fiónia

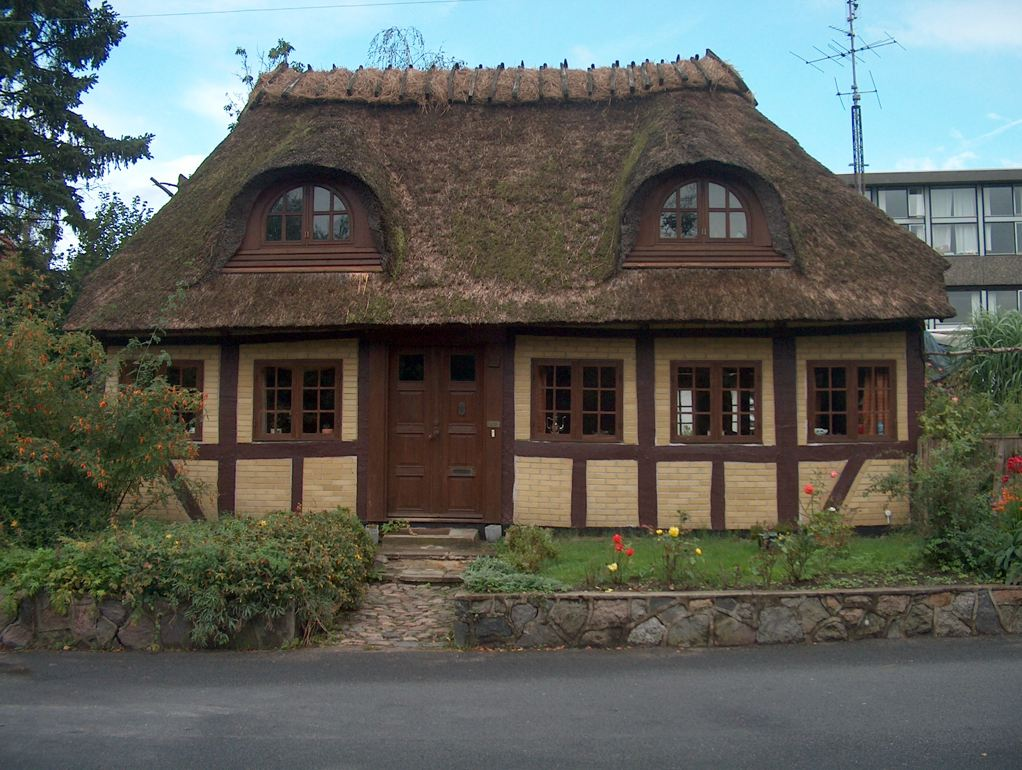
Casa tradicional da ilha

A Fiónia (português europeu) ou Fiônia (português brasileiro), também conhecida em português como Funen ou Fyn (em dinamarquês: Fyn) é a terceira maior ilha da Dinamarca, após a Zelândia e a Vendsyssel-Thy. Localizada na parte central do país, tem uma população de 501 227  habitantes (2021) e uma área de 2 985 km². Constitue, juntamente com a vizinha ilha da Zelândia, a parte mais densamente povoada do país. A principal cidade da ilha é Odense.
A ilha está cercada pelo estreito Grande Belt a leste, pelo estreito Pequeno Belt a oeste, pela baía de Kiel a sul e pela parte meridional do estreito de Categate a norte.

Do ponto de vista administrativo, a Fiónia está desde 2007 sob a jurisdição da região da Dinamarca do Sul. Entre 1970 e 2006, a ilha representava a maior parte do antigo condado da Fiónia, que também incluía ilhas menores, como Langeland, Ærø e Tåsinge.

## Etimologia e uso
O topônimo Fyn deriva de fiun (chuvisco), em alusão a "sítio fustigado pela chuva e pelo vento". Foi mencionada como Fioni em 1050 e Fyun em 1241.
Em textos em português são também usadas as formas Funen e Fyn.

## Comunicações
Fyn está ligada à ilha da Zelândia pela ponte do Grande Belt e à terra firme da península da Jutlândia pela ponte do Pequeno Belt. A ilha é atravessada pela E20 no percurso Nyborg-Odense-Middelfart.

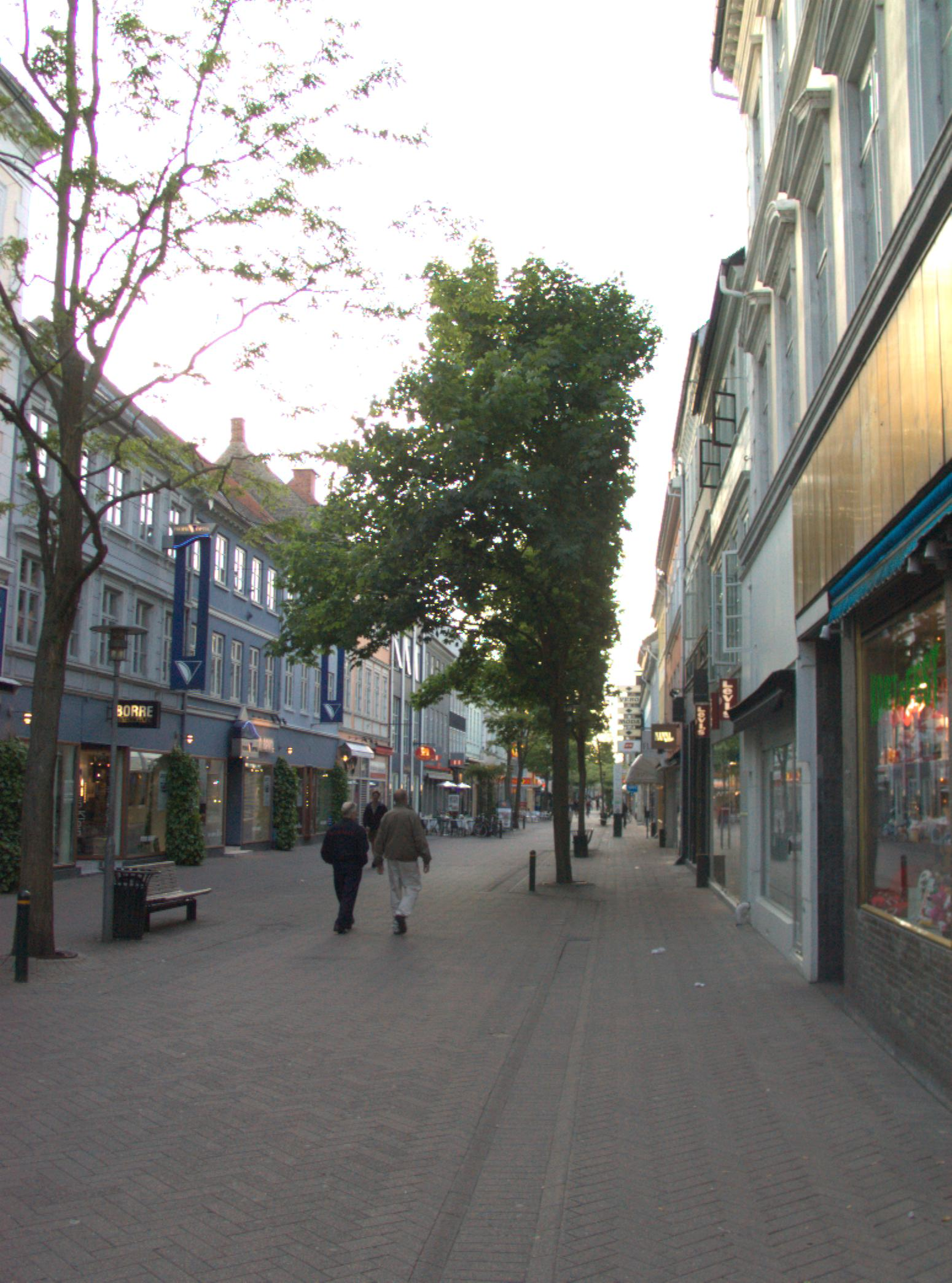
A rua Kongensgade no centro de Odense
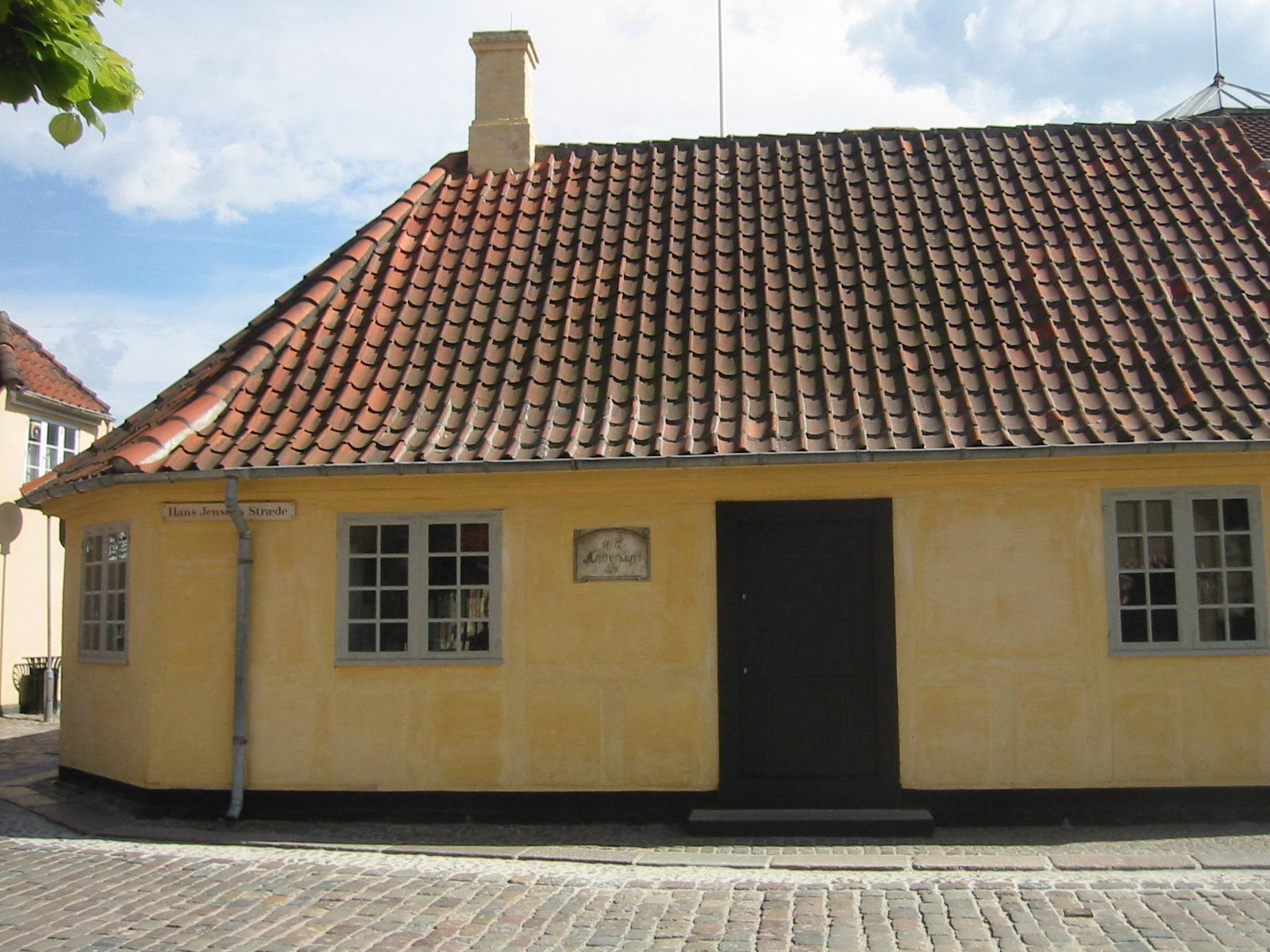
A casa onde viveu o escritor Hans Christian Andersen
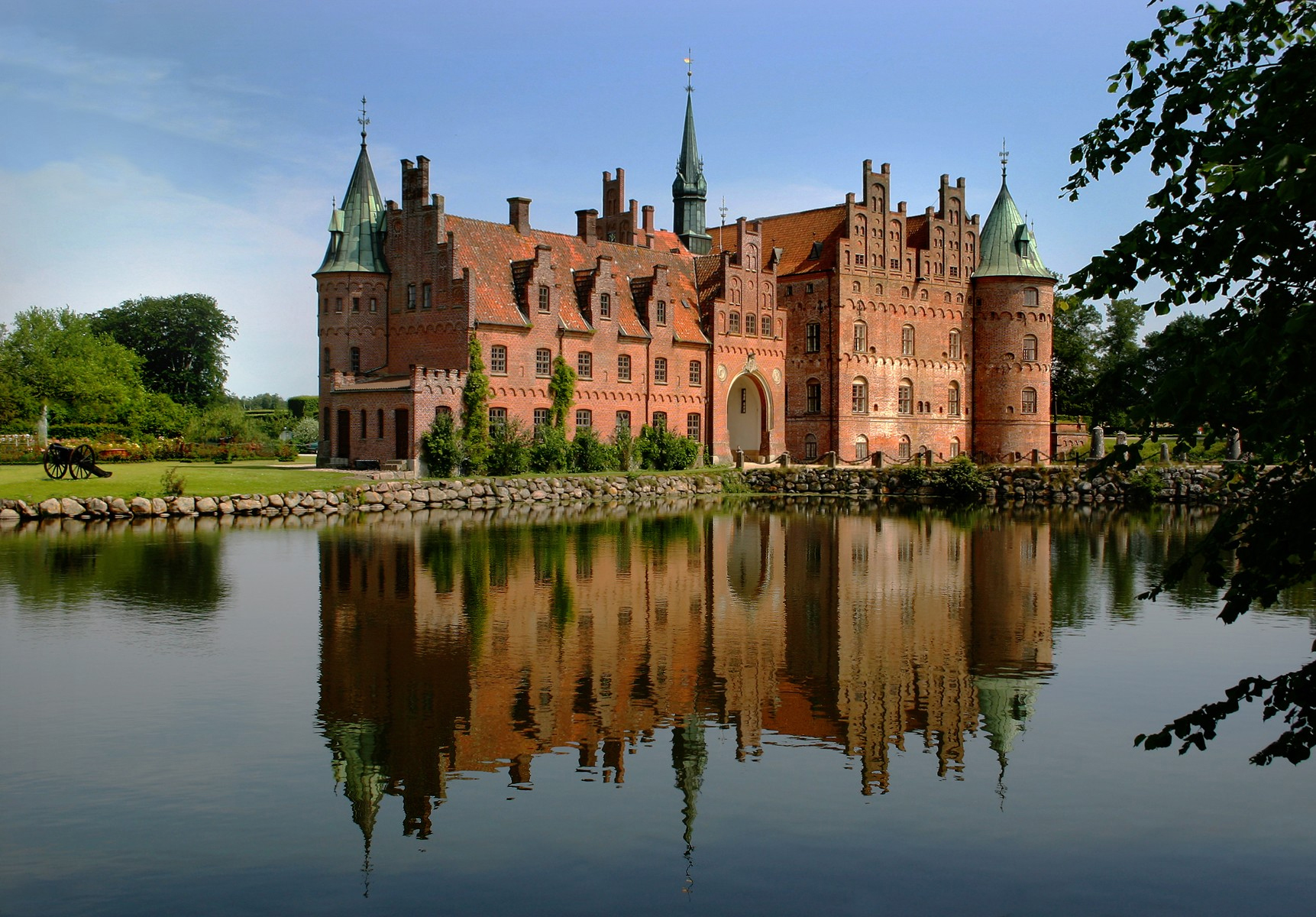
Castelo de Egeskov
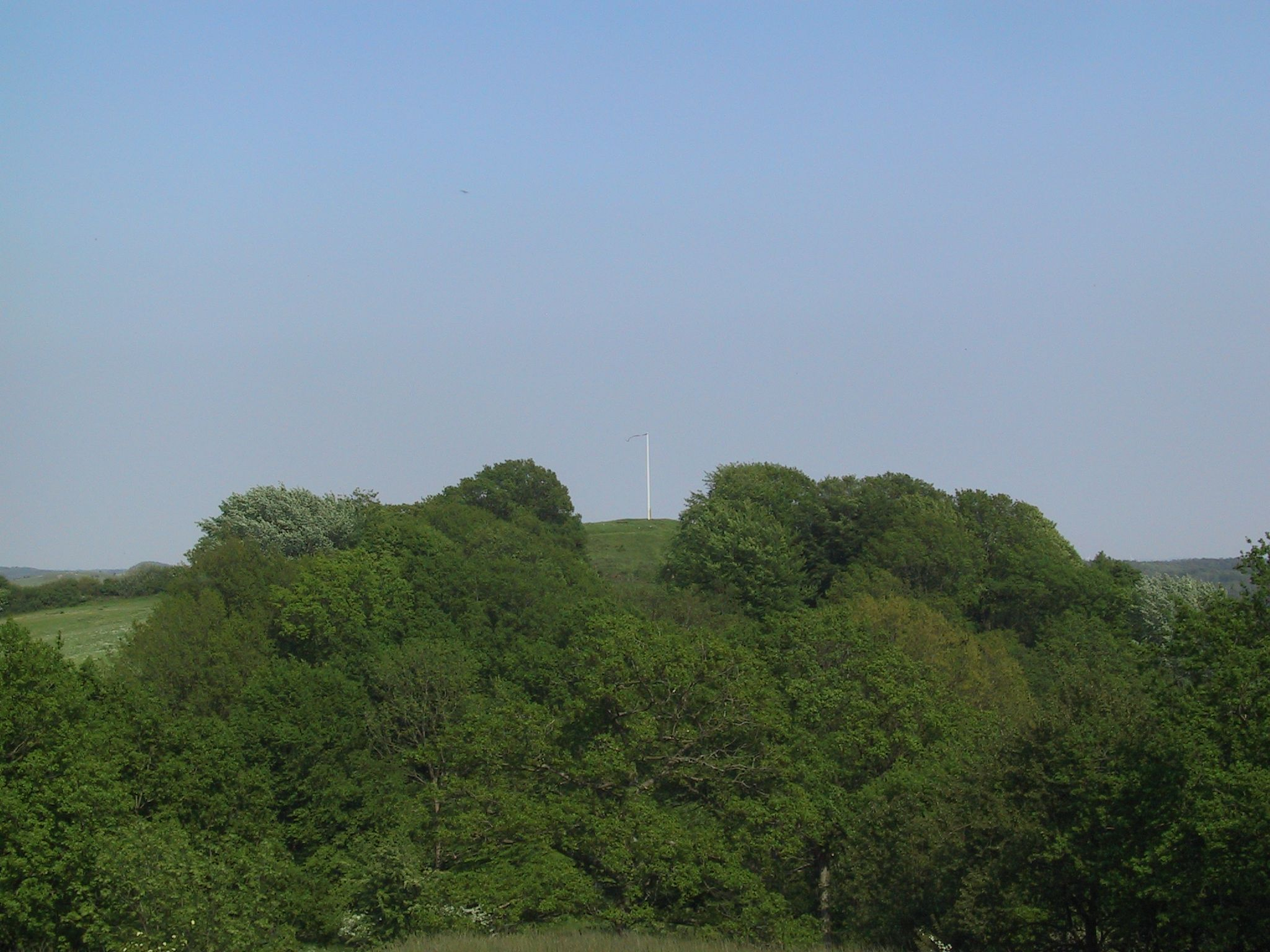
Frøbjerg Bavnehøj (130,06 m) – o ponto mais alto da ilha
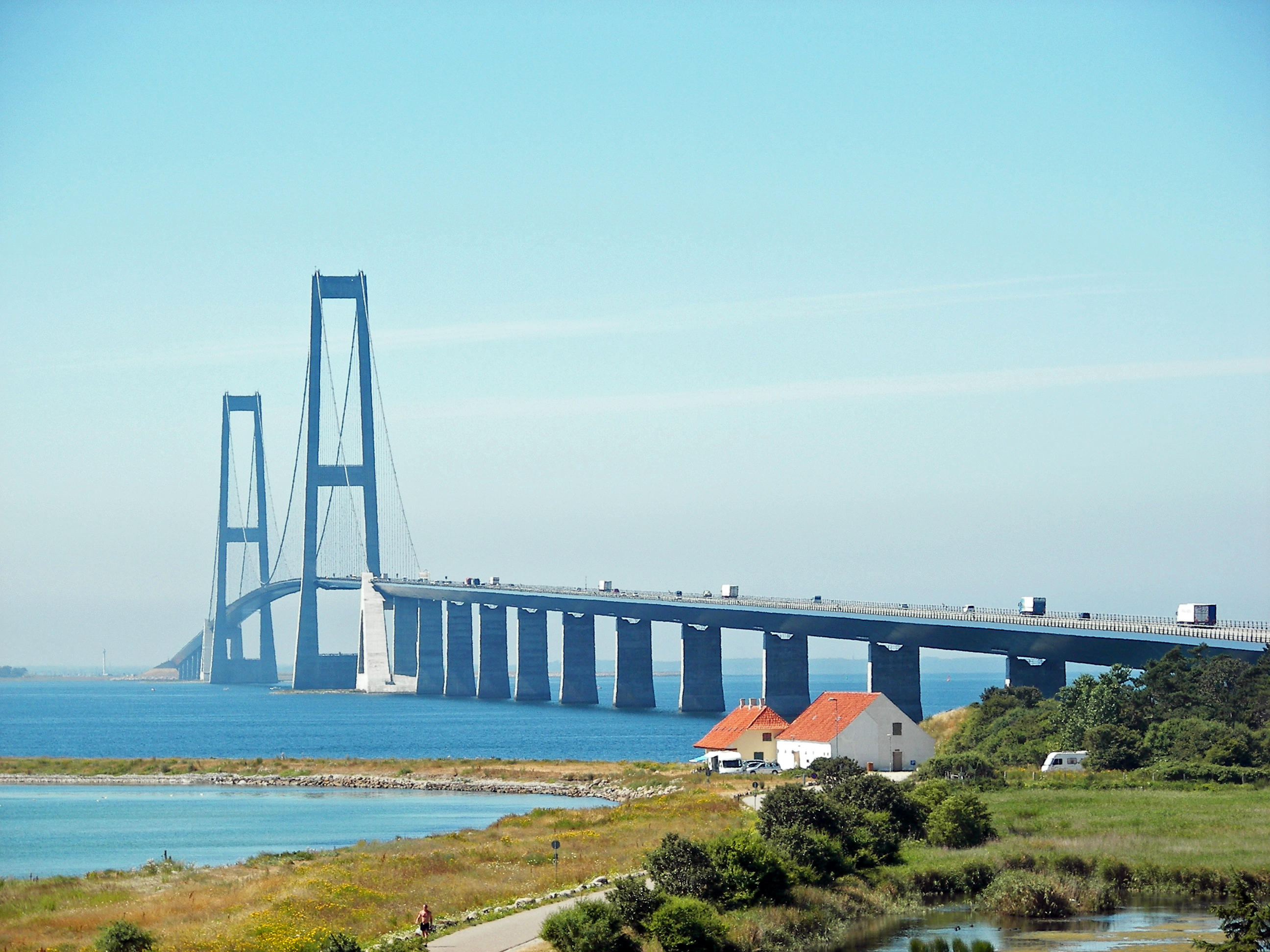
A ponte do Grande Belt, ligando as ilhas da Fiónia e da Zelândia
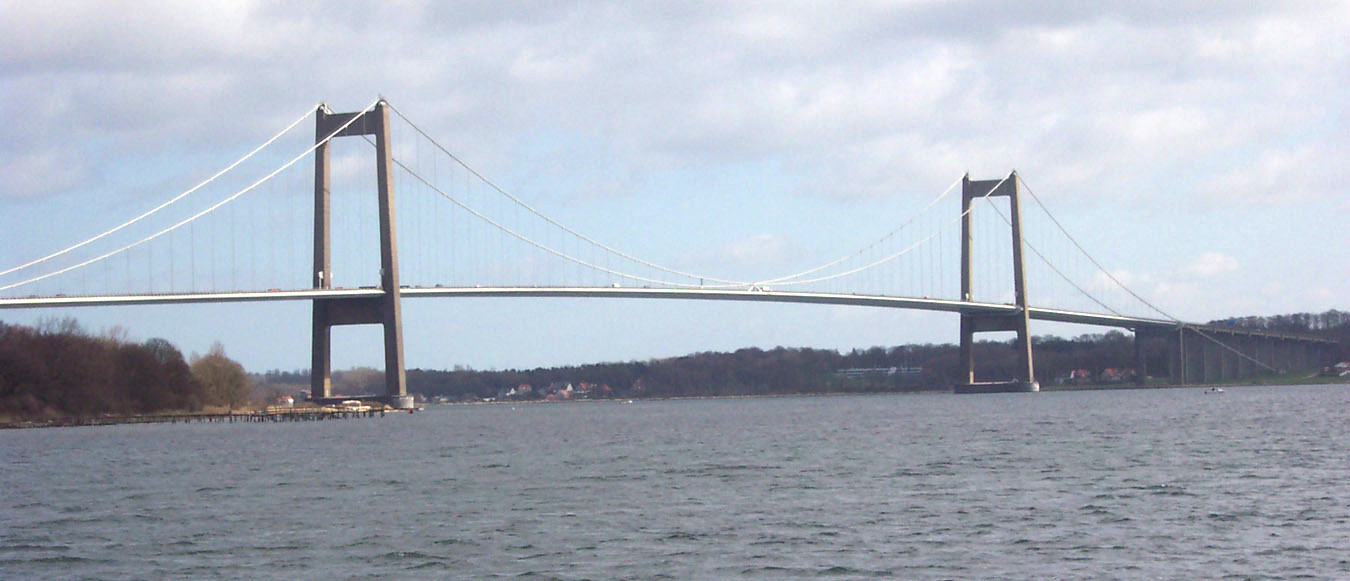
A ponte do Pequeno Belt, entre a Fiónia e a Jutlândia